# Estrad Norr
Estrad Norr är en regional scenkonstverksamhet med kulturpolitiskt uppdrag att driva den samlade scenkonstverksamheten i Jämtland Härjedalen.  
Verksamheten bildades 2005 genom en sammanslagning av länsmusiken, Länsteatern Jämtland/Härjedalen och NMDz som var en ensemble för  barn- och ungdomsopera inom Norrlands nätverk för musik och dans - NMD. Teater Barda blev en del av verksamheten 2011.
Estrad Norr är en del av Region Jämtland Härjedalen och finansieras av regionen och Statens Kulturråd.

## Musik
Estrad Norr anlitar frilansande musiker för turné på skolor, äldreboenden, bygdegårdar och andra samlingslokaler runt om i Jämtlands län. Man gör också konserter i egen regi eller i samverkan med andra aktörer. Konsertutbud anpassas för att passa på små scener och för att kunna genomföras på turné. Estrad Norr driver även ett frilansresidens inom folk- och världsmusik där frilansande musiker från hela landet kan söka för att vistas i Jämtland och arbeta fram ett konsertprogram.

## Teater
Teatern vid Estrad Norr producerar i stort sett uteslutande nyskriven dramatik. Målet är att årligen producera minst två nya föreställningar, en på våren och en på hösten. Fokus ligger på dramatik för barn och unga men man producerar även föreställningar för vuxna, sommarteater, sceniska läsningar m.m. Teatern har ingen fast ensemble eller egen scen utan anlitar skådespelare och annan konstnärlig personal utifrån behov för att sedan ta produktionerna på turné i länet.

### Teater Barda
Scenkonstgruppen Teater Barda är en grupp scenkonstnärer med funktionsvariationer som skapar produktioner utifrån sina egna förutsättningar och berättelser, de har passerat 10 år som scenkonstgrupp. Sedan 2011 ingår verksamheten under Estrad Norr och drivs som ett samarbete mellan Estrad Norr och Östersunds kommun.

## Musikteater
Musikteatern vid Estrad Norr producerar främst musikteater för barn och unga. I uppdraget ingår, genom Norrlands Nätverk för Musikteater och Dans, att man ska genomföra föreställningar på turné i samtliga fyra norrlandslän. I första hand sätts egna produktioner upp där föreställningen byggs från grunden, ofta med nyskriven musik. Frilansande musiker, sångare, dansare och skådespelare anställs utifrån den produktion som är planerad.
Musikteatern vid Estrad Norr har funnits sedan 1997.

## Dans
Estrad Norr arbetar för att sprida dansen som eget konstnärligt område i länet. Mycket av det man gör är riktat till barn och unga inom skolans värld. Estrad Norr anlitar frilansande dansare och grupper från hela landet för att genomföra turnéer och workshops på länets skolor.